# Волошин Олег Анатолійович
Волошин Олег Анатолійович (нар. 7 квітня 1981, Миколаїв, УРСР) — український проросійський політик, член редколегії проросійського телеканалу «112 Україна». Народний депутат України IX скл. Керівник групи з міжпарламентських зв'язків з Сербією.
З 20 січня 2022 року перебуває під санкціями Міністерства фінансів США. Громадянин Росії.
У лютому 2023 року отримав підозру у державній зраді.

## Життєпис
Народився 7 квітня 1981 року в Миколаєві.
- 1998 — закінчив з золотою медаллю Миколаївську середню загальноосвітню школу № 22 з поглибленим вивченням англійської мови;
- 2003 — закінчив з дипломом з відзнакою Інститут міжнародних відносин КНУ ім. Шевченка;
- 2005—2008 рр. — оглядач, редактор відділу «Політика», заступник головного редактора журналу «Експерт Україна»;
- 2008—2010 рр. — прес-аташе Посольства України в РФ;
- 2010—2013 рр. — директор Департаменту інформаційної політики МЗС України;
- 2013—2014 рр. — радник з політичних питань, зв'язків з урядовими структурами та громадськість компанії «Шеврон Україна»[10].
- Кандидат політичних наук — дисертацію «Політика Росії щодо СНД» захистив у 2012 році в Інституті міжнародних відносин КНУ імені Тараса Шевченка, працюючи в цей час на посаді директора Департаменту інформаційної політики МЗС України[11].
- 2014 — видав монографію «Фантомні болі імперії. Політика Росії щодо СНД».
- 2015 — кандидат у депутати Київської міськради від партії «Опозиційний блок». Журналіст редакції «Вести. Репортер»[12].

20 червня 2019 — включений до списку проросійської партії ОПЗЖ під № 30. На час виборів: начальник служби міжнародного співробітництва проросійської ТРК «112-TV», член партії «ОПЗЖ».
Заступник голови Комітету з питань інтеграції України з ЄС у Верховній раді IX скликання (з 29 серпня 2019 року).
У січні 2023 року написав заяву на складання мандату нардепа.

## Розслідування
У березні 2020 року Волошин у Facebook поширив неправдиві дані, начебто французька депутатка Валері Фор-Мунтян запропонувала залучити сепаратистів «для кращої динаміки мирного процесу за столом переговорів». Сама Фор-Мунтян обурилася такою заявою і спростувала слова Волошина.
17 липня 2020 року у Верховній Раді України Волошин заявив, що український суверенітет «відданий повністю зовнішньому управлінню», а «країна, в якій немає суверенітету, не може відновити суверенітет над Кримом». 21 липня того ж року, невідомі облили Волошина зеленкою поряд з будівлею Верховної Ради України в м. Києві, поліціянти затримали двох підозрюваних.
20 січня 2022 року Управління з контролю за іноземними активами Міністерства фінансів США запровадило проти Волошина та ще трьох громадян України санкції за «участь у контрольованій російським урядом діяльності щодо впливу з метою дестабілізації України».

## Слідство
10 лютого 2023 року Волошину повідомлено про підозру у державній зраді (ч. 1 ст. 111 КК України). Крім того, депутату повідомлено про підозру у нанесені умисних легких тілесних ушкоджень (ч. 1 ст. 125 КК України) за побиття ветерана АТО влітку 2020 року.

## Санкції
У травні 2025 року ЄС застосувала санкції проти платформи «Голос Європи» за поширення проросійської пропаганди, також під санкції потрапили Віктор Медведчук, Артем Марчевсьский і Олег Волошин.

## Зв'язок з Манафортом
7 грудня 2017 року український часопис «Kyiv Post» надрукував статтю Волошина англійською під назвою «Пол Манафорт — невідомий солдат української євроінтеграції». За даними ФБР, цю статтю під авторством Волошина суттєво дописав та відредагував сам фігурант розслідування зв'язків Трампа з російським керівництвом і колишній радник-лобіст Януковича Пол Манафорт. За твердженням слідства, він виправив орфографічні помилки Волошина, а саме — артиклі, граматику і узгодження часів, а також переписав абзаци та додав від себе текст, який виставляв Манафорта прибічником євроінтеграції України.